# До края на света
„До края на света“ (на испански: Hasta el fin del mundo) е мексиканска теленовела, продуцирана от Никандро Диас Гонсалес за Телевиса през 2014-2015 г. Адаптация е на аржентинската теленовела Dulce amor.
В главните положителни роли са Марджори де Соуса и Давид Сепеда, който заменя Педро Фернандес, а в отрицателните роли са Хулиан Хил, Мариана Сеоане, Алейда Нуниес и Роберто Вандер. Специално участие вземат актьорите Клаудия Алварес и Диего Оливера.
На 13 ноември 2014 г. е първата поява на Давид Сепеда в ролята на Салвадор Крус.

## Сюжет
София, най-голямата от трите сестри Рипол Банди, поема управлението на семейната шоколадова фабрика, след смъртта на баща си. Годеникът на София, Патрисио Итурбиде, е амбициозен мъж, който се опитва да се добере до богатството на София. София се запознава със Салвадор Крус, автомобилен състезател, и между тях се появява привличане. София и Салвадор няма да се уморят да показват, че въпреки всички пречки, ще се обичат до края на света.

## Актьори
Част от актьорския състав:
- Давид Сепеда – Салвадор Крус Санчес #2
- Марджори де Соуса – София Репол Банди / София Фернандес Банди
- Педро Фернандес – Салвадор Крус Санчес #1
- Клаудия Алварес – Алекса Рипол Банди
- Диего Оливера – Армандо Ромеро
- Хулиан Хил – Патрисио Итурбиде
- Мария Рохо – Гуадалупе Санчес #1
- Летисия Пердигон – Гуадалупе Санчес #2
- Сесар Евора – Франсиско Фернандес
- Мариана Сеоане – Силвана Бланко Кабрера / Силвана Рипол Кабрера
- Роберто Вандер – Херонимо Пералта Де ла Рива
- Оливия Бусио – Грета Банди вдовица де Рипол

## Премиера
Премиерата на До края на света е на 28 юли 2014 г. по Canal de las Estrellas. Последният 191. епизод е излъчен на 19 април 2015 г.